# Raid de Sylvanus Cobb
 (signalé en mai 2025).
Si vous disposez d'ouvrages ou d'articles de référence ou si vous connaissez des sites web de qualité traitant du thème abordé ici, merci de compléter l'article en donnant les références utiles à sa vérifiabilité et en les liant à la section « Notes et références ».
- Archive Wikiwix
- Bing
- Cairn
- DuckDuckGo
- E. Universalis
- Gallica
- Google
- G. Books
- G. News
- G. Scholar
- Persée
- Qwant
- (zh) Baidu
- (ru) Yandex
- (wd) trouver des œuvres sur Wikidata

Le raid de Sylvanus Cobb est un évènement de la déportation des Acadiens qui eut lieu le 10 août 1755 en Acadie, dans l'actuel Nouveau-Brunswick. Le lieutenant-colonel Robert Monckton, commandant du fort Beauséjour, ordonna alors au capitaine Sylvanus Cobb de se rendre dans les Trois-Rivières, à Chipoudy, pour y déporter la population acadienne. Le raid fut un échec, les habitants s'étant échappé dans la forêt. Trois semaines plus tard, Monckton ordonna au capitaine Joseph Frye (en) de retourner dans la région et de brûler toutes les habitations et les récoltes, en espérant que la dévastation forcera les Acadiens à se rendre (voir Bataille de Petitcoudiac).